# リファアト・アルアリイール
リフア・アル＝アルイールもしくはリフアト・アル＝アルイール、リフアト・アルイール（アラビア語: رفعت العرعير、転写: Rif’at al-ʿArʿīr、一般的英字表記: Refaat Alareer、1979年9月23日 - 2023年12月）は、パレスチナ・ガザ地区の作家、詩人、教授、活動家である。家名は「杜松、糸杉」を意味するアルアル'Ar'ar、またはウルウル'ur'urの複数形アルイール'Ar'iirから由来する名家。文学を通じてガザ地区の実情を発信していたが、2023年パレスチナ・イスラエル戦争のさなか、イスラエル国防軍の空爆によって殺害された。

## 略歴
アル＝アルイールは、イスラエルによるガザ地区占領下の1979年にガザ市で生まれた。2001年にガザ・イスラーム大学で英語・英文学の学士号、2007年にユニバーシティ・カレッジ・ロンドンで比較文学の修士号、2017年にマレーシアプトラ大学より英文学の博士号を取得した。

## 業績
パレスチナの短編集「Gaza Writes Back」 (2014) 、「Gaza Unsilenced」 (2015)を編集した。インタビューで、「Gaza Writes Backは、将来の世代に証言を残す試みだ」と述べている。
2007年、ガザ・イスラーム大学の教授となり、世界文学と文芸創作を教えた。ガザや難民キャンプに生きるパレスチナの若者の声を拡張することを目的として、「We Are Not Numbers」を共同設立。経験豊富な作家とガザの若い作家をつなげ、抵抗手段としての語る力、書く力の醸成に尽くした。

## 殺害
2023年12月6日、兄と兄の子供1人、妹と妹の3人の子供とともにイスラエル軍の空爆で死亡した。ユーロ地中海人権モニター(Euro-Med Human Rights Monitor)は、爆破の様子から意図的に標的にされたとの声明を発表した。また、爆破前に数週間にわたって、イスラエル側からオンラインや電話で殺害の脅迫を受けた模様であると述べている。

## 『If I must die』
アル＝アルイールの詩『If I must die』（もし私が死なねばならないなら）は、殺害後に多くの人々の間で共有され、40以上の言語に翻訳されている。『If I must die』は元々は2011年に書かれ、同年11月27日に同氏のブログに掲載された。殺害の約1カ月前である2023年11月1日に、本人がX（旧ツイッター）の再掲載し、更にその投稿をプロフィール上部にピン留めされ広く知られるようになった。このXでの投稿時には、自己事前訃報記事のようだと、周囲をざわつかせ、アル＝アルイールを知る人たちを不安にさせた。

## レガシー
2023年12月、スコットランドの俳優ブライアン・コックスは、パレスチナ文学祭のXを通じて、アル＝アルイールの詩『If I must die』を朗読する動画を発表し、大きな反響を呼び多くの人々の間で共有された。
2024年3月7日、NHKの国際報道2024は『"ガザの詩人”が遺したメッセージ』と題してアル＝アルイールの詩を「道しるべ」とした、2023年パレスチナ・イスラエル戦争が続くガザ地区の報道を行った。
2024年5月、アル＝アルイールの詩『If I must die』が作品を通じて発せられるメッセージとなる、『If I must die, you must live　私が死ななければならないのなら、あなたは必ず生きなくてはならない』と名付けられたパレスチナ人出身の詩人や画家の作品を中心としたした展覧会が日本で開催されることになった。この展覧会には、パレスチナ出身芸術家以外にも日本の奈良美智も参加予定だという。

## 関連文献
- リフアト・アルアライール 編、藤井光 訳『物語ることの反撃 パレスチナ・ガザ作品集』河出書房新社、2024年。
- リフアト・アルアライール他 著、斎藤ラミスまや 訳『ガザの光 炎の中から届く声』明石書店、2025年。